# Indian National Congress (Sheik Hassan)
Indian National Congress (Sheik Hassan), grupp som bröt sig ur Kongresspartiet i Goa 17 augusti 2002. Gruppen leddes av Haji Sheik Hassan Haroon, Goas delstatsförsamlings f.d. talman. Fem ledamöter av Goas delstatsförsamling var med i splittringen, och det nya partiet INC(SH) deklarerade fullt stöd till den dåvarande Goa People's Congress-BJP-regeringen. Dock så lämnade fyra av delstatsförsamlingsledamöterna Sheik Hassan tidigt och gick med i BJP.
I oktober 2000 inkluderades INC(SH) i Goas regering. Sheik Hassan blev industri- och hantverksminister, och hans partikamrat Prakash Velip blev minister med ansvar för kooperation, officiellt språk, m.m..
I delstatsvalet 2002 ställde Sheik Hassan upp som BJP-kandidat, men förlorade. Vad som hänt med INC(SH) senare är oklart.